# 双D港站
双D港站位于中华人民共和国辽宁省大连市金州区辽河中路，是大连地铁3号线的地铁车站，于2003年5月1日随3号线一期开通启用。
车站以大连双D港园区命名，“双D”为数字技术（Digital）和生命技术（DNA）的缩写。

## 位置
双D港站位于金州区辽河中路南侧，生命一路北侧，十八号路东侧，辽河中路与双D5街路口西南。

## 车站结构
双D港站为侧式站台地面站。
| F1 站台 | 侧式站台，开右边门 | 侧式站台，开右边门              |
| F1 站台 | 轨道               | ← █ 3号线往大连站方向（保税区） |
| F1 站台 | 轨道               | █ 3号线往金石滩方向（小窑湾）→  |
| F1 站台 | 侧式站台，开右边门 |                                 |
| F1 站厅 | 站厅               | 自动售票机、进站闸机            |

## 车站出口
本站设有2个出入口，均位于辽河东路东南侧。
| 出口编号 | 出口指示 | 建议前往的目的地                                                      |
| -------- | -------- | --------------------------------------------------------------------- |
| 出口 · A |          | 辽河东路、双D港园区                                                   |
| 出口 · B |          | 双D港四街、生命一路、大连生物医药创新孵化基地、辽宁中医药大学大连校区 |

## 附近公交线路
- - 昌赫807路公交车。

- - 开发区13路公交车。